# Dorita Fairlie Bruce
Dorita Fairlie Bruce, född 1885, död 1970, var en brittisk barnboksförfattare, som skrev populära böcker om flickor på internatskola.

## Böcker översatta till svenska
- Dimsie, 1950 (Dimsie goes to school)
- Dimsie i trean, 1951 (Dimsie moves up)
- Dimsie griper in, 1952 (Dimsie moves up again)
- Dimsie som ordningsman, 1953 (Dimsie among the prefects)